# Vitreolina
Genre
Synonymes
- Balcis (Vitreolina) Monterosato, 1884
- Eulima (Vitreolina) Monterosato, 1884[2]

Vitreolina est un genre de mollusques gastéropodes au sein de la famille Eulimidae. Les espèces rangées dans ce genre sont marines et parasitent des échinodermes ; l'espèce-type est Vitreolina incurva.

## Distribution
Certaines espèces se rencontrent en mer Méditerranée et en Adriatique.

## Liste d'espèces
Selon World Register of Marine Species (18 août 2017) :

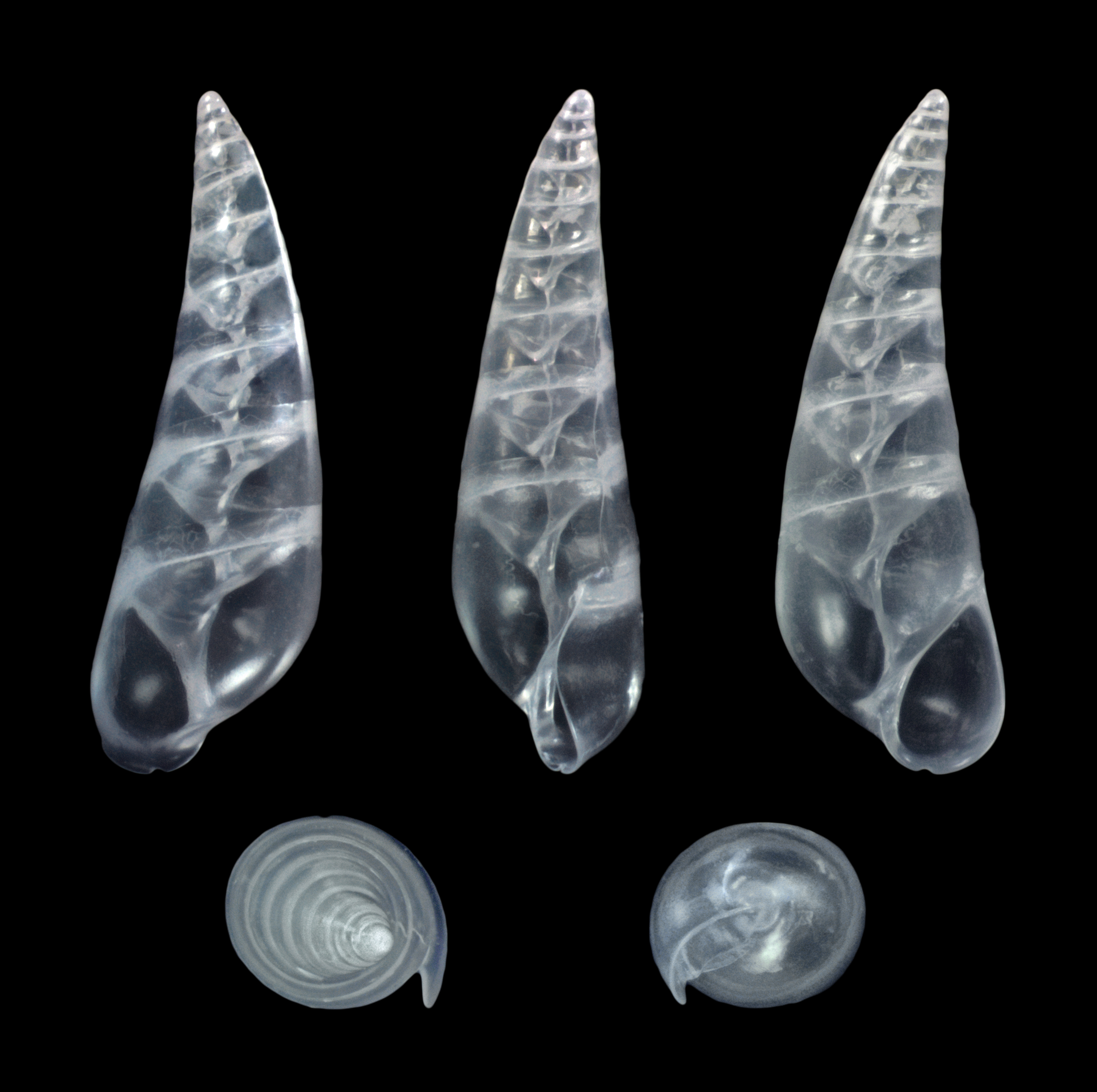
Vitreolina philippi

- Vitreolina alayoi (Espinosa, Ortea & Magaña, 2001)
- Vitreolina antiflexa (Monterosato, 1884)
- Vitreolina arcuata (C. B. Adams, 1850)
- Vitreolina aurata (Hirase, 1920)
- Vitreolina bermudezi (Pilsbry & Aguayo, 1933)
- Vitreolina chondrocidaricola Warén, B. L. Burch & T. A. Burch, 1984
- Vitreolina cionella (Monterosato, 1878)
- Vitreolina colini Espinosa & Ortea, 2006
- Vitreolina columbiana (Bartsch, 1917)
- Vitreolina commensalis (Tate, 1898)
- Vitreolina conica (C. B. Adams, 1850)
- Vitreolina curva (Monterosato, 1874)
- Vitreolina drangai (Hertlein & Strong, 1951)
- Vitreolina edwardsi (Cotton & Godfrey, 1932)
- Vitreolina hawaiiensis Warén, B. L. Burch & T. A. Burch, 1984
- Vitreolina inconspicua (Turton, 1932)
- Vitreolina incurva (Bucquoy, Dautzenberg & Dollfus, 1883)
- Vitreolina knudseni Bouchet & Warén, 1986
- Vitreolina kowiensis (Turton, 1932)
- Vitreolina macra (Bartsch, 1917)
- Vitreolina maracuya (Espinosa, Ortea & Magaña, 2001)
- Vitreolina parfaiti (de Folin, 1887)
- Vitreolina perminima (Jeffreys, 1883)
- Vitreolina philippi (de Rayneval & Ponzi, 1854)
- Vitreolina piriformis (Brugnone, 1873) †
- Vitreolina rhaeba (Melvill, 1906)
- Vitreolina subconica (E. A. Smith, 1890)
- Vitreolina titubans (Berry, 1956)
- Vitreolina wareni Rehder, 1980
- Vitreolina yod (Carpenter, 1857)